# Réserve intégrale Menagerie
La réserve intégrale Menagerie (anglais : Menagerie Wildernes) est une aire sauvage de 20 km2 située dans l’Oregon au nord-ouest des États-Unis. Créée en 1984, elle s'étend dans la forêt nationale de forêt nationale de Willamette au sein de la chaîne des Cascades.

## Géographie
L'aire sauvage est localisée près du mont Washington. De nombreux sentiers de randonnée arpentent la zone.

## Milieu naturel
Une grande partie de la zone est recouverte d'une forêt composée du Sapin de Douglas, du Thuya géant de Californie et de la Pruche de l'Ouest.